# 道の駅開国下田みなと
道の駅開国下田みなと（みちのえき かいこくしもだみなと）は、静岡県下田市にある国道135号の道の駅である。

## 沿革
- 2000年（平成12年）11月15日 - 博物館や地場産品販売所などを備えた複合交流施設「ベイ・ステージ下田」として開館。
- 2003年（平成15年）8月8日 - 「道の駅開国下田みなと」の名称で道の駅に登録される。
- 2015年（平成27年）1月30日 - 伊豆道の駅ネットワークとして近隣の道の駅8駅とともに「伊豆半島の特色ある「道の駅」が連携しブランド化」を目指すことを理由に重点道の駅に選定される[1]。
- 2015年（平成27年）4月1日 - 一般社団法人下田市観光協会が指定管理者として管理運営にあたる。

## 主な施設
- 駐車場
  - 普通車：207台
  - 大型車：13台
  - 身障者用 : 6台
- トイレ
  - 男：大 11器（5器）、小 14器（7器）
  - 女：18器（9器）
  - 身障者用：4器（1器）

※（）内は24時間使用可能
- 公衆電話
- 無線LAN
- 飲食店（回転寿司店、ハンバーガーショップなど3店舗）
- 特産物販売所（JAふじ伊豆直売所、伊豆漁協直売所など4店舗）
- 下田市観光協会事務局
- インフォメーションカウンター
- 休憩施設
- ハーバーミュージアム：下田の自然・歴史をパネルや精密な復元模型で紹介。
- JGFAかじきミュージアム：NPO法人ジャパンゲームフィッシュ協会（JGFA）主催で毎年7月に下田で開催されるJIBT(Japan International Billfish Tournament)国際カジキ釣り大会の歴史などを実物大のカジキのレプリカや映像などで紹介。
- レンタサイクル
- 電気自動車（EV）用急速充電器
- その他施設：貸し会議室、貸しギャラリー、貸し展示室、リモートワークブース、ウッドデッキ

## 休館日
- 年中無休（施設により定休日有り）

## アクセス
- 国道135号

## 周辺
- まどが浜海遊公園
- 下田港